# フレッシュパーク

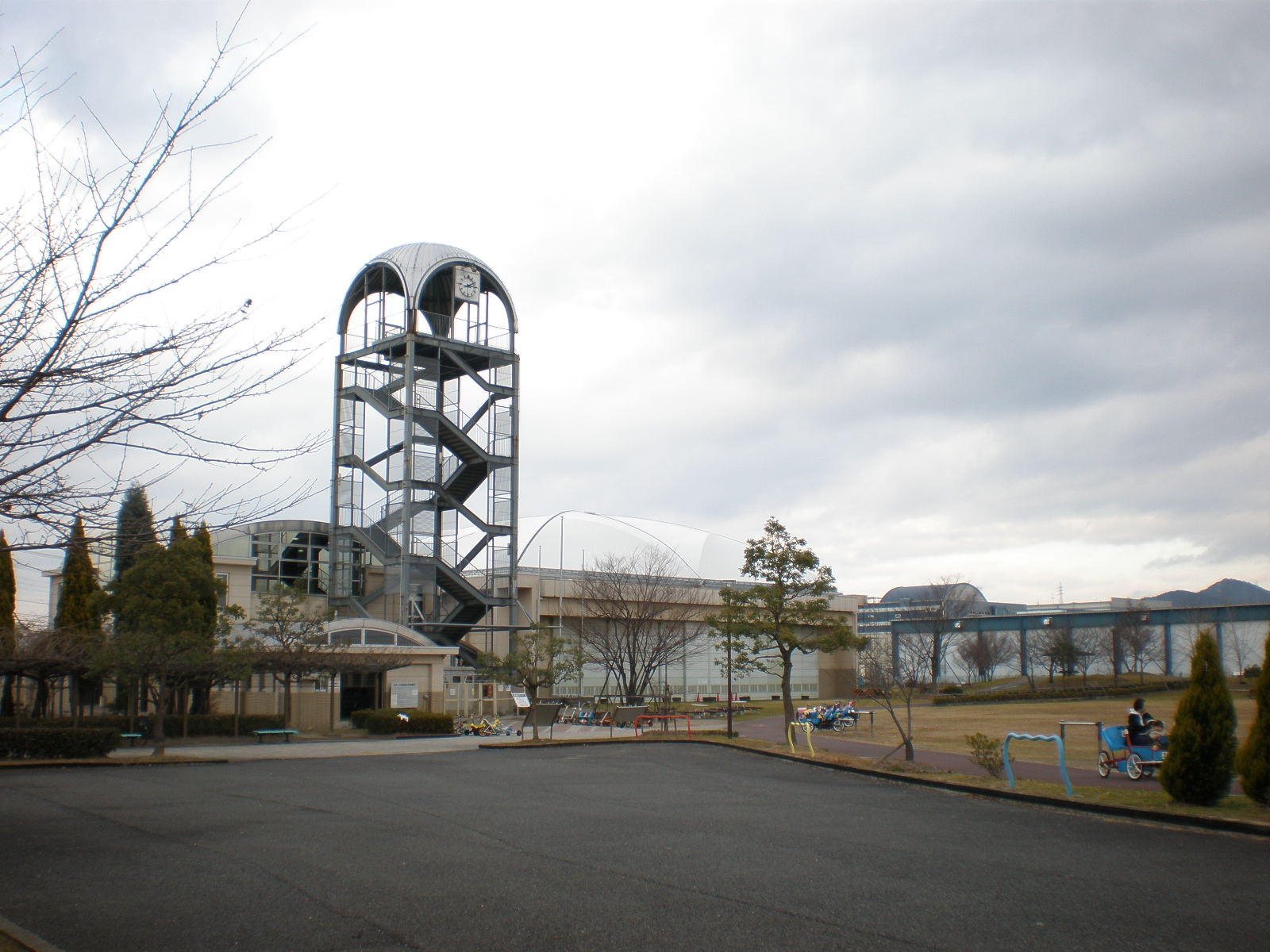
フレッシュパーク

フレッシュパークは、愛知県小牧市にある施設。尾張広域緑道の拠点施設として建設された。スポーツジムや体育館などのスポーツ関連の施設を中心に構成されている。

## 施設
- フレッシュパークセンター
  - スポーツジム（※ 有料）
- 体育館（※ 有料）
- 展望台
- 多目的広場
- おもしろ自転車広場（※ 有料） 
  - 色々な種類の貸し自転車が置いてあり、園内に設けられたコースを走る事ができる。
- ディスクゴルフコース
- ジョギングルート
- 四阿（あずまや）
- トイレ
- 駐輪場
- 駐車場

## 所在地
- 愛知県小牧市大字本庄字南浦1020

## 交通手段
- 名鉄バスの都市間高速バス・桃花台線の「三菱重工名誘」停留所下車、徒歩8分。
- ピーチバスの「上末（かみすえ）」停留所下車、徒歩3分～5分。
- こまき巡回バスの「上末北」停留所下車、徒歩8分。